# Kabinet-MacDonald IV
Het kabinet-MacDonald IV was de uitvoerende macht van de Britse overheid van 5 november 1931 tot 7 juni 1935.

## Samenstelling
| Ambtsbekleder                                                           | Ambtsbekleder                | Ambtsbekleder                                                      | Functie                               | Ambtstermijn      | Ambtstermijn      | Partij                 |
| ----------------------------------------------------------------------- | ---------------------------- | ------------------------------------------------------------------ | ------------------------------------- | ----------------- | ----------------- | ---------------------- |
|                                                                         | Ramsay MacDonald             | Ramsay MacDonald (1866–1937)                                       | Premier                               | 5 juni 1929       | 7 juni 1935       | National Labour        |
| Leader of the House of Commons                                          | Ramsay MacDonald             | Ramsay MacDonald (1866–1937)                                       |                                       | 5 juni 1929       | 7 juni 1935       | National Labour        |
|                                                                         |                              | Neville Chamberlain (1869–1940)                                    | Minister van Financiën                | 5 november 1931   | 28 mei 1937       | Conservative Party     |
|                                                                         | John Simon                   | Sir John Simon (1873–1954)                                         | Minister van Buitenlandse Zaken       | 5 november 1931   | 7 juni 1935       | National Liberal Party |
|                                                                         | Herbert Samuel               | Sir Herbert Samuel (1870–1963)                                     | Minister van Binnenlandse Zaken       | 26 augustus 1931  | 1 oktober 1932    | Liberal Party          |
|                                                                         | John Gilmour                 | Sir John Gilmour (1876–1940)                                       | Minister van Binnenlandse Zaken       | 1 oktober 1932    | 7 juni 1935       | Unionist Party         |
|                                                                         | Stanley Baldwin              | Stanley Baldwin (1867–1947)                                        | Lord President of the Council         | 26 augustus 1931  | 7 juni 1935       | Conservative Party     |
|                                                                         | Philip Snowden               | Burggraaf Snowden Philip Snowden (1864–1937)                       | Lord Privy Seal                       | 5 november 1931   | 29 september 1932 | National Labour        |
|                                                                         | Stanley Baldwin              | Stanley Baldwin (1867–1947)                                        | Lord Privy Seal                       | 29 september 1932 | 31 december 1933  | Conservative Party     |
|                                                                         | Anthony Eden                 | Anthony Eden (1897–1977)                                           | Lord Privy Seal                       | 31 december 1933  | 7 juni 1935       | Conservative Party     |
|                                                                         | John Sankey                  | Burggraaf Sankey John Sankey (1866–1948)                           | Lord Chancellor                       | 5 juni 1929       | 7 juni 1935       | National Labour        |
|                                                                         | Douglas Hogg                 | Burggraaf Hailsham Douglas Hogg (1872–1950)                        | Leader of the House of Lords          | 5 november 1931   | 7 juni 1935       | Conservative Party     |
| Minister van Oorlog                                                     | Douglas Hogg                 | Burggraaf Hailsham Douglas Hogg (1872–1950)                        |                                       | 5 november 1931   | 7 juni 1935       | Conservative Party     |
|                                                                         | Bolton Eyres-Monsell         | Sir Bolton Eyres-Monsell (1881–1963)                               | Minister voor de Marine               | 5 november 1931   | 22 mei 1936       | Conservative Party     |
|                                                                         | Charles Vane-Tempest-Stewart | Markies van Londonderry Charles Vane- Tempest- Stewart (1878–1949) | Minister voor de Luchtmacht           | 5 november 1931   | 7 juni 1935       | Conservative Party     |
|                                                                         | Walter Runciman              | Walter Runciman (1870–1949)                                        | Voorzitter van de Handelsraad         | 5 november 1931   | 28 mei 1937       | National Liberal Party |
|                                                                         | Hilton Young                 | Sir Hilton Young (1879–1960)                                       | Minister van Volksgezondheid          | 5 november 1931   | 7 juni 1935       | Conservative Party     |
|                                                                         |                              | Sir Henry Betterton (1872–1949)                                    | Minister van Arbeid                   | 26 augustus 1931  | 30 juni 1934      | Conservative Party     |
|                                                                         | Oliver Stanley               | Oliver Stanley (1896–1950)                                         | Minister van Arbeid                   | 30 juni 1934      | 7 juni 1935       | Conservative Party     |
|                                                                         | George Tryon                 | George Tryon (1871–1940)                                           | Minister van Pensioenen               | 26 augustus 1931  | 7 juni 1935       | Conservative Party     |
|                                                                         |                              | Sir Donald Maclean (1864–1932)                                     | Minister van Onderwijs                | 26 augustus 1931  | 15 juni 1932      | Liberal Party          |
|                                                                         | Edward Wood                  | Burggraaf Halifax Edward Wood (1881–1959)                          | Minister van Onderwijs                | 15 juni 1932      | 7 juni 1935       | Conservative Party     |
|                                                                         |                              | John Pybus (1880–1935)                                             | Minister van Transport en Luchtvaart  | 26 augustus 1931  | 22 februari 1933  | National Liberal Party |
|                                                                         | Oliver Stanley               | Oliver Stanley (1896–1950)                                         | Minister van Transport en Luchtvaart  | 22 februari 1933  | 30 juni 1934      | Conservative Party     |
|                                                                         | Leslie Hore-Belisha          | Leslie Hore-Belisha (1893–1957)                                    | Minister van Transport en Luchtvaart  | 30 juni 1934      | 28 mei 1937       | National Liberal Party |
|                                                                         | William Ormsby-Gore          | William Ormsby-Gore (1885–1964)                                    | Minister van Openbare Werken          | 5 november 1931   | 16 juni 1936      | Conservative Party     |
|                                                                         | John Gilmour                 | Sir John Gilmour (1876–1940)                                       | Minister van Landbouw en Visserij     | 26 augustus 1931  | 28 september 1932 | Unionist Party         |
|                                                                         | Walter Elliot                | Walter Elliot (1888–1958)                                          | Minister van Landbouw en Visserij     | 28 september 1932 | 29 oktober 1936   | Conservative Party     |
|                                                                         |                              |                                                                    | Kanselier van het Hertogdom Lancaster | Vacant            | Vacant            | Vacant                 |
|                                                                         | John Colin Davidson          | Sir John Colin Davidson (1889–1970)                                | Kanselier van het Hertogdom Lancaster | 10 november 1931  | 28 mei 1937       | Conservative Party     |
|                                                                         | Philip Cunliffe-Lister       | Graaf Swinton Philip Cunliffe-Lister (1884–1972)                   | Minister voor Koloniale Zaken         | 5 november 1931   | 7 juni 1935       | Conservative Party     |
|                                                                         | Jimmy Thomas                 | Jimmy Thomas (1874–1949)                                           | Minister voor Dominion Zaken          | 5 juni 1930       | 22 november 1935  | National Labour        |
|                                                                         | Samuel Hoare                 | Sir Samuel Hoare (1880–1959)                                       | Minister voor Brits-Indië             | 26 augustus 1931  | 7 juni 1935       | Conservative Party     |
|                                                                         | Archibald Sinclair           | Sir Archibald Sinclair (1890–1970)                                 | Minister voor Schotland               | 26 augustus 1931  | 28 september 1932 | Liberal Party          |
|                                                                         |                              | Sir Godfrey Collins (1875–1936)                                    | Minister voor Schotland               | 28 september 1932 | 29 oktober 1936   | National Liberal Party |
| Formeel geen leden van het kabinet, maar woonde kabinetsvergadering bij |                              |                                                                    |                                       |                   |                   |                        |
| Ambtsbekleder                                                           | Ambtsbekleder                | Ambtsbekleder                                                      | Functie                               | Ambtstermijn      | Ambtstermijn      | Partij                 |
|                                                                         |                              | Baron Rochester Ernest Lamb (1876–1955)                            | Thesaurier-generaal                   | 5 november 1931   | 18 december 1935  | National Labour        |
|                                                                         | William Jowitt               | Sir William Jowitt (1885–1957)                                     | Advocaat-generaal                     | 5 juni 1929       | 26 januari 1932   | National Labour        |
|                                                                         | Thomas Inskip                | Sir Thomas Inskip (1876–1947)                                      | Advocaat-generaal                     | 26 januari 1932   | 18 maart 1936     | Conservative Party     |
|                                                                         | Kingsley Wood                | Sir Kingsley Wood (1881–1943)                                      | Minister voor Posterijen              | 26 augustus 1931  | 7 juni 1935       | Conservative Party     |

Russell I ·
Smith-Stanley I ·
Hamilton-Gordon ·
Temple I ·
Smith-Stanley II ·
Temple II ·
Russell II ·
Smith-Stanley III ·
Disraeli I ·
Gladstone I ·
Disraeli II ·
Gladstone II ·
Gascoyne-Cecil I ·
Gladstone III ·
Gascoyne-Cecil II ·
Gladstone IV ·
Primrose ·
Gascoyne-Cecil III ·
Gascoyne-Cecil IV ·
Balfour ·
Campbell-Bannerman ·
Asquith I ·
Asquith II ·
Asquith III ·
Asquith IV ·
Lloyd George I ·
Lloyd George II ·
Law ·
Baldwin I ·
MacDonald I ·
Baldwin II ·
MacDonald II ·
MacDonald III ·
MacDonald IV ·
Baldwin III ·
Chamberlain I ·
Chamberlain II ·
Churchill I ·
Churchill II ·
Attlee I ·
Attlee II ·
Churchill III ·
Eden ·
Macmillan I ·
Macmillan II ·
Douglas-Home ·
Wilson I ·
Wilson II ·
Heath ·
Wilson III ·
Callaghan ·
Thatcher I ·
Thatcher II ·
Thatcher III ·
Major I ·
Major II ·
Blair I ·
Blair II ·
Blair III ·
Brown ·
Cameron I ·
Cameron II ·
May I ·
May II ·
Johnson I ·
Johnson II ·
Truss ·
Sunak ·
Starmer